# 第31F海軍航空隊
第31F海軍航空隊（フランス語：Flottille 31F）は、フランス海軍海軍航空隊の一つ。 1956年8月1日に創設された。

## 歴史
1954年に発生したアルジェリアでの反乱に対応するため、海軍は1955年6月にシコルスキー S-55を装備する第10S海軍航空隊の派遣を決心した。部隊は第2ヘリコプター群に配備され、陸軍軽航空集団と空軍部隊に混成された。
1956年6月4日にデルロ大尉（Derlot）はパイアセッキ H-21を装備した分遣隊の長に任命され、6月7日にセティフに集結していた陸軍軽航空集団と合流し、7月31日まで集中運用された。1956年8月1日に海軍は第31F海軍航空隊を創設する。バール大尉（Bally）の指揮下で部隊はアルジェのメゾン・ブランシュ第149空軍基地に配置されるはずであったが、実際にはセティフに配置された。第31F海軍航空隊と第33F海軍航空隊で装備していたH-21やS-55は早くも置き換えられた。既に第20S飛行中隊にはシコルスキー S-58は装備化されていた。第32F海軍航空隊の8機のS-58は1958年1月オラン沖で「ボア・ベロー」に搭載し運用を始めていた。第31F海軍航空隊はラルティーグ海軍航空基地にで陸軍から新型機を受領した。この後に第31F海軍航空隊はアルジェリアに展開する海軍航空隊の中では最新鋭の機体を運用する事になるが、陸軍軽航空集団に返納される。

## 配備基地
- メゾン・ブランシュ第149空軍基地（セティフ分遣、1956年8月 - 1957年12月）
- メゾン・ブランシュ第149空軍基地（シディ＝ベル＝アベス分遣、1957年12月 - 1960年3月）
- ラルティーグ海軍航空基地（1960年3月 - 1961年9月）
- サン＝モンディリエ海軍航空基地（1961年9月 - 2003年12月）
- ディエール・ル・パリヴェストル海軍航空基地（1961年1月 - ）

## 装備機
- シコルスキー S-21（1956年8月 - 1960年4月）
- シコルスキー S-58（1960年4月 - 1979年6月）
- アグスタウェストランド リンクス（1978年9月 - ）